# 張恪
張恪，陝西岐山縣人。明朝解元、政治人物。

## 生平
洪武二十九年（1396年）丙子科陝西鄉試第一名舉人，歷官山東臨淄縣儒學訓導，睢州、陳州、潼川州學正。所至培養人才，頗有方法，為學者所宗。

## 遺跡
岐山縣城內曾有解元坊。